# Grodtåg
Grodtåg (Juncus ranarius) är en tågväxtart som beskrevs av André Songeon och Eugène Henri Perrier de la Bâthie. Grodtåg ingår i släktet tåg, och familjen tågväxter. Arten är reproducerande i Sverige.